# Chaozhou-Brennofen

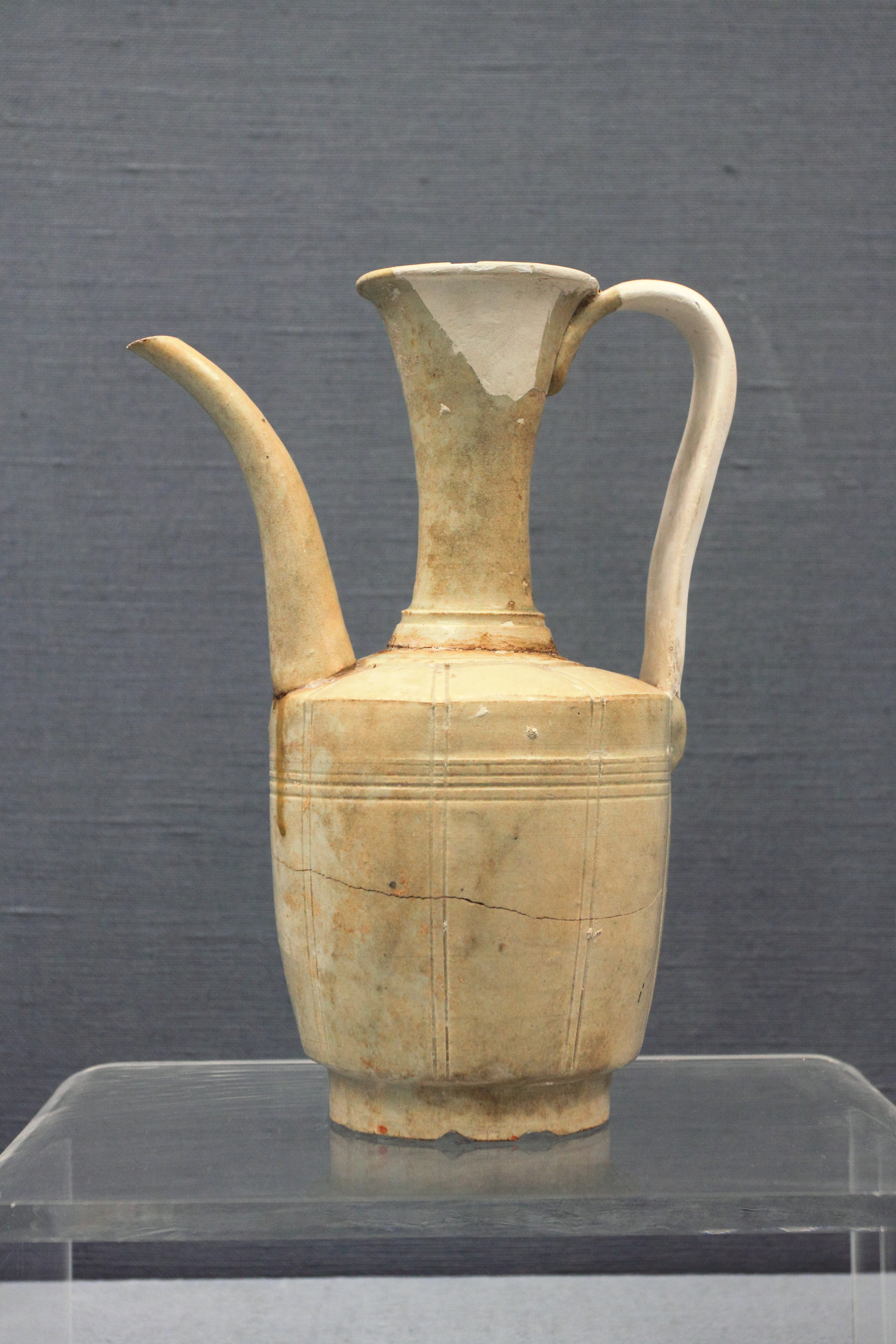
Gefäß aus den Chaozhou-Brennöfen.

Chaozhou-Brennofen (chinesisch 潮州窑, Pinyin Cháozhōu yáo, englisch Chaozhou Kiln) ist die Fachbezeichnung für die in der Stadt Chaozhou der chinesischen Provinz Guangdong befindlichen Keramikbrennöfen aus der Zeit der Tang- und Song-Dynastie. Sie werden im Chinesischen auch 百窑村,  Bǎiyáocūn, 水东窑,  Shuǐdōngyáo oder 白瓷窑,  Báicíyáo genannt.
Die Chaozhou-Brennofenstätte im Bijia Shan steht seit 2001 auf der Liste der  Denkmäler der Volksrepublik China (5-97).